# 君迪
君迪（英語：J.D. Power）是一家美國市场信息公司，1968年創建，調查汽車、銀行和其他產業的产品和服务质量、客户满意度和消费者购买行为，尤其以其新車質量滿意度調查知名。
2005年4月，麦格劳·希尔金融（今標普全球）從該公司創始人詹姆斯·大衛·鮑爾三世（James David Power III）手中將其買下。2016年，它又被XIO集團收購。2019年7月30日，私募股权公司Thoma Bravo宣佈將買下君迪，路透社透露的交易金額接近19億美元。

## 外部連結
- 官方网站（英文）
- 官方网站（中文）